# Јеремић
Јеремић је српско презиме. Познате особе са овим презименом су:
- Вук Јеремић (рођен 1975), политичар
- Драгољуб Јеремић (рођен 1978), фудбалер
- Јована Јеремић (рођена 1990), српска телевизијска водитељка
- Милан Јеремић (рођен 1988), фудбалер
- Младен Јеремић (1988), кошаркаш
- Славица Јеремић (1957), рукометашица